# Peisleyite
La peisleyite è un minerale.